# Лиманський Сергій Вікторович
Сергій Вікторович Лиманський  — український еколог і природоохоронець, начальник відділення «Крейдова флора» Українського степового природного заповідника НАН України.

## Життєпис
У 1988 році завершив навчання у Новочеркаському інженерному меліоративному інституті за фахом «лісове господарство» і того ж року прийшов працювати у заповідник «Крейдова Флора», відразу після його створення.
З 2014 року, після того, як заповідник певний час перебував у зоні бойових дій, діяльність С. В. Лиманського, зокрема його участь у розмінуванні території заповідника, досить широко висвітлювалася у ЗМІ, він надавав багато коментарів щодо наслідків військових дій на заповідник та інші природні території.[неавторитетне джерело]
Фотографії Сергія Лиманського у 2014—2017 роках стали хрестоматійними ілюстраціями наслідків військових дій для довкілля на сторінках провідних видань, зокрема таких як «Українська правда» і «Український тиждень».
Зі свого 60-го дня народження (28 квітня 2022 року) став вимушеним переселенцем і вперше за всю історію існування заповідника "Крейдова флора" змушений був тимчасово полишити заповідник і стати вимушеним переселенцем.

## Наукові публікації
1992
1. Генов А. П., Лиманський С. В. Зміни фізико-хімічних властивостей ґрунтів Хомутовського степу при сінокосінні: Матеріали наук.-практ. семінару (Рахів, 17-19 березня 1992 р.). — Рахів, 1992. — С. 31–32

1994
1. Сикорский И. А., Лиманский С. В., Писарев С. Н. Видовой состав и особенности гнездования птиц–склерофилов заповедника «Меловая флора» и сопредельных территорий: Матеріали 1-ї конференції молодих орнітологів України (Луцьк, 4–6 березня 1994 р.). ― Чернівці, 1994. ― С. 67–69.

2002
1. Лиманский С. В., Кондратенко А. В. Современное состояние териофауны заповедника «Меловая флора» // Вісник Луганського державного педагогічного університету. — 2002. — № 1 (45). — С. 25–28.
2. Лиманский С. В. Сохранение кретофильной растительности в отделе- нии «Меловая флора» Украинского степного природного заповедника // Збере- ження степів України: Матеріали міжнарод. наук. конф. «Збереження останніх залишків степової рослинності України…». — К.: Академперіодика. ― 2002. ― С. 125—129.
3. Лиманский С. В. Сохранение кретофильной растительности в отделении «Медовая флора» Украинского степного природного заповедника // Збереження степів України: матеріали міжнародної конференції «Збереження останніх залишків степової рослинності України шляхом заповідання та режим її охорони», присвяченої 75-річчю відділень Українського степового заповідника «Хомутовський степ», «Кам'яні могили», «Михайлівська цілина» та 40-річчю утворення заповідника (27-29 травня 2002 р., с. Хомутове). — Київ: Академперіодика, 2002. — 125—130.
4. Ткаченко В. С., Генов А. П., Лиманський С. В. Основні зміни в рослинному покриві «Крейдової флори» за десять років заповідання // Укр. ботан. журн. — 2002. — Т. 59, № 5. — С. 562—568
5. Лиманский С. В., Кондратенко А. В. Современное состояние териофауны заповедника «Меловая флора» // Вісник Луганського державного педагогічного університету ім. Тараса Шевченка ― 2002. ― № 1, (січень). ― С. 25–28

2003
1. Донбас заповідний: Науково-Інформаційний довідник-атлас / Дон. обл. держ. адмін. Дон. облрада. Держ. управ, екології та природ, ресурсів в Дон. обл.; За загальн. ред. С. С. Куриленка, С. В. Третьякова; Автор, колек-тив: В. І. Альохін, В. Є. Борейко, В. О. Бородавка, О. Б. Бородавка, Ю. В. Ва-сильєв, С. Р. Ганич, А. П. Генов, О. 3. Глухов, В. А. Дьяков, О. В. Дьякова, Б. О. Жила, П. Т. Журова, В. Д. Залевский, О. А. Кондратенко, Т. М. Коротко¬ва, С. В. Курмаз, С. В. Лиманський, Г. М. Молодан, П. А. Овечко, В. М. Ос- тапко, Б. С. Панов, М. Г. Піддубна, М. Г. Мізюк, Р. Г. Синельщиков, В. О. Сі¬ренко, О. В. Стріонова, Л. І. Тараненко, Д. В. Толкачев, В. К. Тохтарь, Ф. М. Усов, Л. М. Хоботкова, М. М. Ярошенко. —Донецьк, 2003. — 160 с.: іл.
2. Лиманський С. В. Донбас заповідний. Науково-інформаційний довідник-атлас // Донецька філія держ. інституту підв. кваліф. та перепідготовки кадрів Мінекоресурсів України. Донецьк, 2003. — С. 25.

2004
1. Лиманський С. В. Аналіз походження, віку та розвитку стовбурів дерев сосни крейдяної в деревостанах «Крейдяної флори» // Вісті біосферного заповідника «Асканія–Нова». ― 2004. ― Т. 6. ― С. 134—137.

2006
1. Лиманский С., Кондратенко А. Современное состояние териофауны заповедника «Меловая флора». // Теріофауна сходу України. Пам'яті Олександра Кондратенка / Під ред. І. Загороднюка. — Луганськ, 2006. — 352 с. — (Праці Теріологічної Школи, Випуск 7)— С. 29–32[12].
2. Лиманський С. В. Природне поновлення сосни крейдяної у відділенні Українського степового природного заповідника «Крейдяна флора» у перші роки постпірогенного періоду // Вісті Біосферного заповідника «Асканія–Нова». ― 2006. ― Т. 8. ― С. 70–75.

2010
1. Лиманский С. В. Современное состояние естественного возобнов- ления сосны на меловых обнажениях в отделении Украинского степного при- родного заповедника НАН Украины «Меловая флора» // Промислова ботаніка: стан та перспективи розвитку: Матеріали 6 міжнар. наук. конф. (м. Донецьк, 4–7 жовтня 2010 р.). ― С. 278—280.
2. Лиманський С. В., Лиманський Є. С. Динаміка росту сіянців Pinus sylvestris L та Pinus sylvestris var. cretacea Kalenicz. ex Kom. на крейдяних від- слоненнях. // Промышленная ботаника. ― 2010. — Вып. 10. — С. 221—225.

2011
1. Лиманский С. В. Заповедник «Меловая флора» перед угрозой пожара // Степной бюллетень. — 2011. — № 32. — С. 58—60.
2. Лиманський С. В., Лиманський Є. С. Найбільші крейдяні бори знаходяться у заповіднику «Крейдова флора» // Екологія промислового регіону: Збірка доповідей національного екологічного форуму (23–24 травня, м. Донецьк). Донецьк, 2012. — Т. 2. — С. 141—142.
3. Лиманський С. В. Демутаційні процеси у соснових борах на крейдяних відслоненнях // Проблеми збереження, відновлення та стабілізації степових екосистем: Матеріали міжнар. конф. присвяченої 85-річчю відділень Українського степового природного заповідника «Хомутовський степ», «Кам'яні Могили», «Михайлівська цілина» та 50-річчю утворення заповідника (25–28 травня 2011 р. с. Хомутове Новоазовського р-ну Донецької обл.). Маріуполь: Рената, 2011. — С. 155—162.
4. Лиманський С. В. Лиманський Є. С. Особливості охорони крейдяних борів від пожеж // Проблеми збереження, відновлення та стабілізації степових екосистем: Матеріали міжнар. конф. присвяченої 85-річчю відділень Українського степового природного заповідника «Хомутовський степ», «Кам'яні Могили», «Михайлівська цілина» та 50-річчю утворення заповідника (25–28 травня 2011 р. с. Хомутове Новоазовського р-ну Донецької обл.). Маріуполь: Рената, 2011. — С. 52–58.
5. Поляков О. К., Нецветов М. В., Лиманський С. В. Ріст та врожайність «лівих» та «правих» форм дерев сосни звичайної та кримської на південному сході // Відновлення порушених екосистем: Матеріали 4 міжнар. наук. конф. (2011 р., м. Донецьк). Донецьк, 2011. — С. 307—308

2012
1. Лиманский С. В. Заповедник «Меловая флора» теряет меловые степи // Степной бюллетень. — лето 2012. — № 35. — С. 22-25[13].
2. Лиманський С. В., Лиманський Є. С. Зменшення площ степового фітокомпонента заповідника «Крейдова Флора». // Кам'яні Могили — минуле та сучасність: Матеріали наук,- практ. конф., присвяч. 85-річному ювілею відділення Українського степового природ, заповідника НАН України «Кам'яні Могили». — Вип. 2 (4.1) / Відділення УСПЗ НАН України; Ред. колегія: В, О, Сіренко (Голов. ред), В. М. Грамма, В. В, Мартинов, Т. В. Нікуліна, О. О. ПОДПРЯТОВ. Н. М. Сіренко. — Донецьк: Ноулідж, 2012. — С. 164—171.

2013
Баник М.В., Тупиков А.И., Саидахмедова Н.Б., Дьякова О.В., Лиманский С.В. Проблема охраны меловых степей в Украине // Сохранение степных и полупустынных экосистем Евразии: тез. междунар. конф. Алматы, 13-14 марта 2013 г. – С. 73.
2014
1. Коршиков І. І., Калафат Л. О., Демкович А. Є., Лиманський С. В. Струк- тура локальностей популяції Pinus silvestris var. cretacea Kalenicz. ex Kom. в за- повіднику «Крейдяна флора» Відновлення порушених природних екосистем. / Матеріали V міжнародної наук. конф. присвяченої 100-річчю з дня народження д.б.н., проф., чл.–кор. АН УРСР Є. М. Кондратюка. (м. Донецьк, 12–15 травня 2014 р.). Донецьк, 2014 ― С. 76–78
2. Коршиков І. І., Мільчевська Я. Г., Калафат Л. О., Лиманський С. В., Пастернак Г. О. Генетична мінливість у вікових групах популяції Pinus silvestris var. Cretacea (Pinaceae) на заповідній території «Крейдова флора» // Укр. бо- тан. журн. — 2014. — Т. 71, № 6. — С. 733—739.
3. Лиманский С. В. Военные действия на территории заповедника «Меловая флора» // Степной бюлетень. ― 2014 ― № 42, осень. ― С. 34–35.

2015
1. Яровой С. С., Подпрятов О. О., Лиманский С. В. Функционирование Украинского степного природного заповедника в условиях боевых действий в Донецкой области // Степной бюллетень. — 2015. — № 45, осень–зима. — С. 45.

2016
1. Лиманський С. В. Заходи для збереження біологічного і ландшафтного різноманіття «Крейдової флори» // Збереження біологічного і ландшафтного різноманіття як складова екологічного та патріотичного виховання населення України. Матеріали науково-практичної конференції 7-8 липня 2016 р. — м. Святогірськ, 2016. — 49-53
2. Яровий С. С. Подпрятов О. О. Лиманський С. В. Вплив військових дій на функціонування та стан відділень Українського степового природного запо- відника НАН України в 2014–16 рр. // «Збереження біологічного та ландшаф- тного різноманіття як складова екологічного та патріотичного виховання населення України». Центр екологічної освіти та інформації: Матеріали наук.-практ. конференції «Збереження біологічного та ландшафтного різноманіття як складова екологічного та патріотичного виховання населення України» (7–8 липня 2016 р. Святогірськ, Донецька обл.) ― Святогірськ, 2016. ― С. 89–96

## Популярні публікації
1. Лиманський С. Хто господар заповідника? // Комуніст (Слов'янськ).― 1989. ― 16 вересня. ― С. 3.
2. Лиманський С. Нашкодили і втекли // Комуніст (Слов'янськ). ― 1990.6 січня. ― С. 3.
3. Лиманський С., В. Сойников. Заповедник рождается в муках… // Социалистический Донбасс. ― 1991. ― 14 травня. ― С. 4.
4. Лиманський С. Украинский степной природный заповедник — национальное достояние Украины // Наш край. ― 2009. ―№ 19–20 ― С. 4–5.
5. Лиманський С. НЛО облюбовали «Меловую флору» // Зоря (Лиман) ― 2010. ― 4 вересня. ― С. 6.